# Libanosemidalis hammanaensis
Libanosemidalis hammanaensis is een insect uit de familie van de dwerggaasvliegen (Coniopterygidae), die tot de orde netvleugeligen (Neuroptera) behoort. 
De wetenschappelijke naam Libanosemidalis hammanaensis is voor het eerst geldig gepubliceerd door Azar et al. in 2000.